# Acanthocyclops columbiensis
Acanthocyclops columbiensis är en kräftdjursart som beskrevs av J. W. Reid 1990. Acanthocyclops columbiensis ingår i släktet Acanthocyclops och familjen Cyclopidae. Inga underarter finns listade i Catalogue of Life.